# Luís de Matos

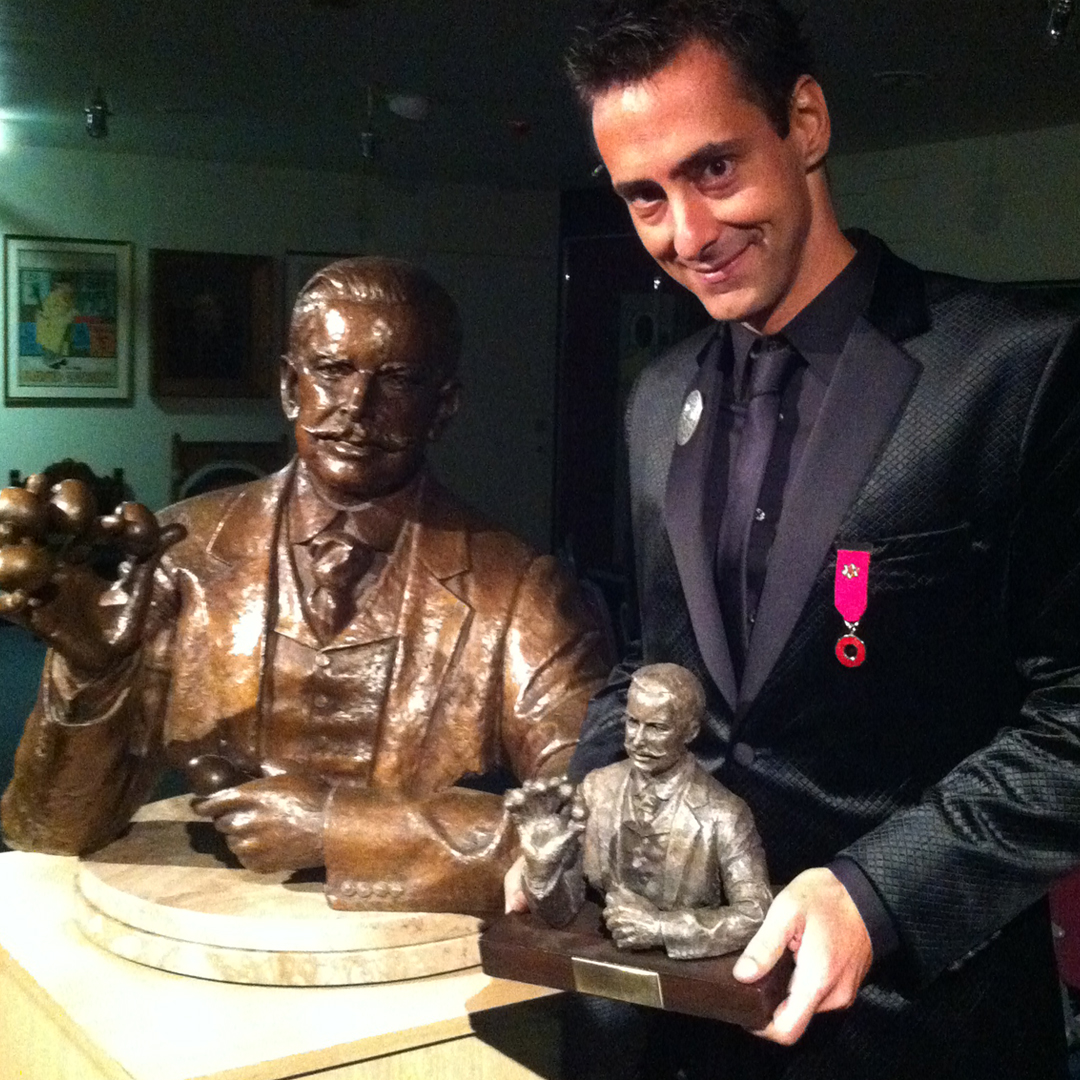
Luís de Matos als The Magic Circle-Preisgewinner 2013

Luís Manuel Curcialeiro Godinho de Matos (* 23. August 1970 in Lourenço Marques) ist ein portugiesischer Zauberkünstler.
Luís de Matos ist ein vor allem in Portugal und Südamerika bekannter Zauberkünstler. Bereits im Alter von elf Jahren trat er mit seinen Illusionen vor Publikum auf.
Nach einigen erfolgreichen Fernsehauftritten im portugiesischen Fernsehen führt er seine Tricks heute vor zahlendem Publikum vor.
2010 organisierte er die erste Web-Zauberkonferenz unter der Bezeichnung Essential Magic Conference. 

## Ehrungen (Auswahl)
- 1986 „Best Newcomer“ Award beim siebten Festival of Magic
- 1999 „Magier des Jahres“, von der Hollywood Academy of Magical Arts
- 2013 „The Magic Circle-Award“
- 2014 Orden des Infanten Dom Henrique im Comendadors-Rang, verliehen am 9. Juni 2014 durch Präsident Cavaco Silva[1]